# Peter Biyiasas
Peter Biyiasas (Atene, 19 novembre 1950) è uno scacchista canadese naturalizzato statunitense.

## Biografia
Nato ad Atene da famiglia greca, si trasferì da ragazzo in Canada, stabilendosi a Vancouver.
Nel 1968 vinse il suo primo campionato della Columbia Britannica, che vinse ancora nel  1969, 1971 e 1972. Nel 1969 partecipò al campionato canadese a Pointe-Claire, terminando a metà classifica (vinse Duncan Suttles). Nel 1971 partecipò alle olimpiadi degli studenti a squadre a Mayagüez (Porto Rico), realizzando (+4 −1 =2); la squadra canadese vinse la medaglia di bronzo.
Nel 1972 si laureò im matematica alla University of British Columbia. Nel 1979 si trasferì in California. Tra la fine degli anni '70 e i primi anni '80 giocò molte partite di allenamento con Bobby Fischer, che fu suo ospite nella sua casa di San Francisco per lunghi periodi.
Vinse il campionato canadese nel 1972 a Toronto e nel 1975 a Calgary. Nel 1979 vinse il "Paul Keres Memorial" a Vancouver. Prese parte a due Interzonali: Petropolis 1973 e Manila 1976, terminando in entrambi nella bassa classifica.
Dal 1972 al 1978 rappresentò il Canada in quattro olimpiadi, realizzando complessivamente il 70% dei punti. Vinse una medaglia di bronzo in 4a scacchiera alle olimpiadi di Skopje 1972, una medaglia di bronzo in 1a scacchiera alle olimpiadi di Haifa 1976 e una medaglia d'argento in 2a scacchiera alle olimpiadi di Buenos Aires 1978.
Nel 1978 vinse il World Open di Filadelfia e nello stesso anno la FIDE gli attribuì il titolo di Grande Maestro.
Si ritirò dalle competizioni nel 1985 per dedicarsi ad una carriera di programmatore informatico con l'IBM.